# Europeisk älg

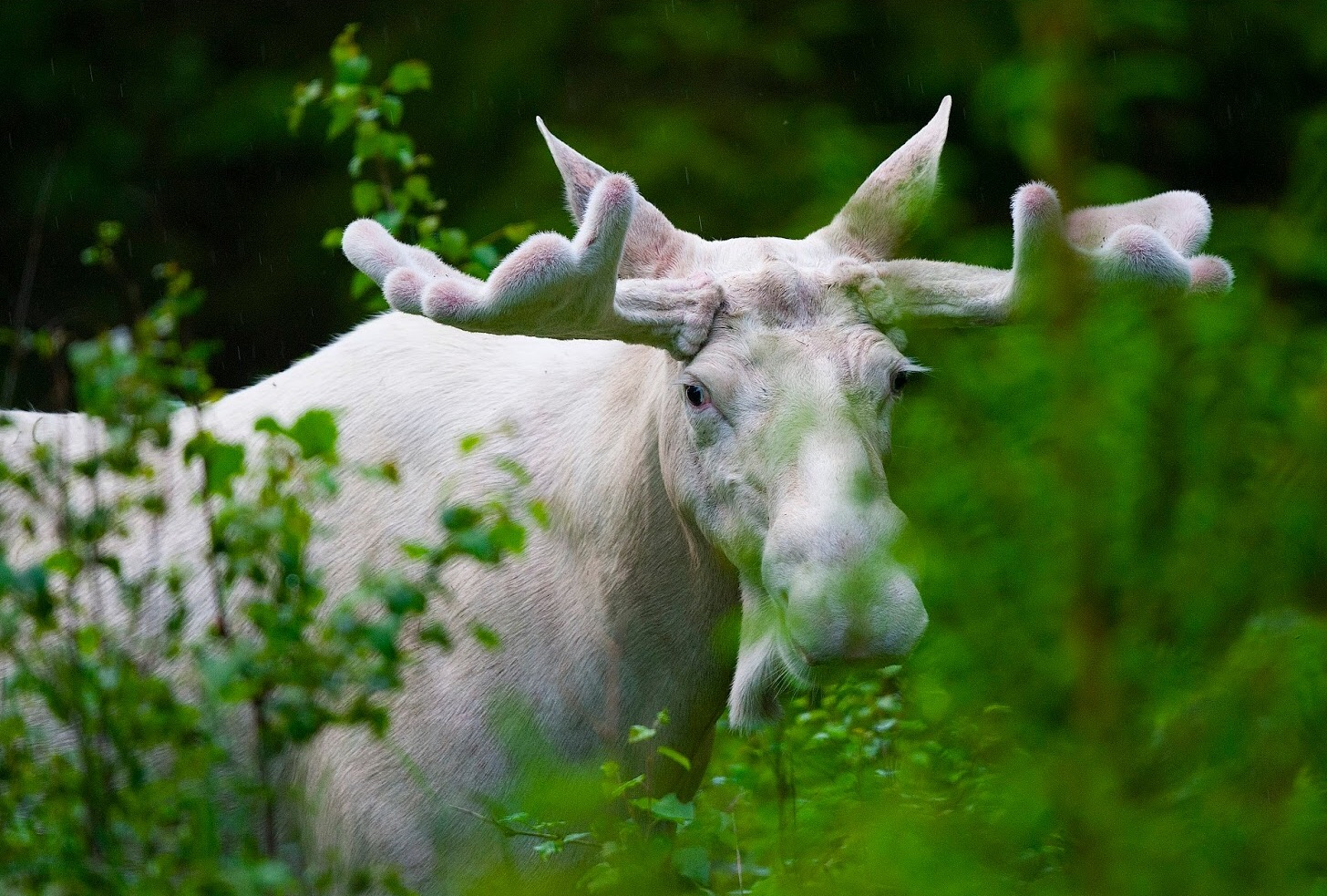
En vit älg.

Europeisk älg, i dagligt tal ofta kallad älg (Alces alces) är en art i ordningen partåiga hovdjur som tillsammans med amerikansk älg (Alces americanus) är det största nu levande hjortdjuret. Älgarna behandlades fram till mitten av 2000-talet som en enda art med varierande antal underarter. Efter olika fylogenetiska studier delas släktet älgar (Alces) upp i de två arterna europeisk- och amerikansk älg.

## Systematik
Uppdelningen av släktet älgar (Alces) i två arter skedde vid mitten av 2000-talet. Studier av europeisk älg och amerikansk älg visade att de uppvisar genetiska skillnader (Boeskorov 1997, Hundertmark et al. 2002, Udina et al. 2002). Dessutom finns morfologiska skillnader i konstruktionen av två benbitar i överkäken (premaxilla), i storleken och formen av hanarnas horn, i pälsfärgen och i de allmänna kroppsproportionerna. Standardverket Mammal Species of the World och IUCN valde därför att följa denna indelning. Ett visst tvivel angående särskiljningen kvarstår.

## Utseende
Europeisk älg når en kroppslängd (huvud och bål) av 210 till 350 cm, en mankhöjd av 140 till 235 cm, en svanslängd av 5 till 12 cm och en vikt mellan 200 och 825 kg. Den är därmed väldigt lik sin amerikanska släkting. Skillnader finns i konstruktionen av två benbitar i överkäken (premaxilla), i storleken och formen av tjurarnas horn, i pälsfärgen och i de allmänna kroppsproportionerna.
Tjurar är större än kor och de bär dessutom under stora delar av året horn av benvävnad som de första månaderna är täckta av basthud. Hornen kan vara utformade som stänger med förgreningar eller som en skovel. Viktskillnaden mellan tjurar och kor är ungefär 40 procent. En vanlig älgko väger mellan 270 och 400 kg medan tjurar allmänt blir 360 till 600 kg tunga. Pälsen bildas av en fin underull och långa täckhår som på vissa kroppsdelar kan vara 15 till 25 cm långa. Färgen är på ovansidan svart-, grå- eller rödbrun och på undersidan något ljusare. Dessutom är vinterpälsen överlag ljusare än sommarpälsen. På kalvarnas päls som oftast är rödbrun förekommer inga fläckar, trots att sådana är vanliga hos avkommor av flera andra hjortdjur.
Vita älgar förekommer sällsynt. Absoluta merparten av dessa är leucistiska, vilket innebär att den har partiell eller fullständig brist på eumelanin eller feomelanin och detta resulterar i individer som antingen är ljusare, delvis vita eller helvita. Det genetiska anlaget för leucism är sannolikt recessivt, vilket innebär att anlaget måste finnas hos både tjuren och kon för att kalven ska bli vit.

## Utbredning och habitat
Europeisk älg förekommer med stora populationer i Finland, Norge, Sverige, i de baltiska staterna, i Polen, Ryssland, Belarus och Ukraina. Mindre avskilda populationer lever i södra Tjeckien och förekom tidigare i Österrike. Vandrande individer observerades i flera angränsande stater som Tyskland, Kroatien, Ungern, Rumänien och åter Österrike. Den population som fanns i centrala Kaukasus och som ibland listas som underart dog ut under 1900-talet. Vandrande älgar från nordligare trakter når åter bergstraktens nordliga låga delar.
Artens utbredningsområde sträcker sig till Centralasien. Där hittas europeisk älg förutom i Ryssland, i Kazakstan, Kina och Mongoliet. Som gräns mot amerikansk älg anses floden Jenisej men det förekommer en större region där de båda arterna parar sig med varandra (hybridisering).
Detta hjortdjur lever i låglandet och i bergstrakter. I Europa når älgen upp till 1500 meter över havet och i Altaj iakttogs den upp till 2500 meter över havet.
Habitatet utgörs främst av de stora skogsområdena i den palearktiska regionen. Utbredningsområdet sträcker sig över delar av tundran, taigan, blandskogar och flera kultiverade landskap. Europeisk älg trivs i skogsområden med träsk och den håller sig ofta nära vattenansamlingar. I närheten av skogar besöker den även öppna landskap som ängar och jordbruksmark.

### Danmark

Den danska älgskylten.

I historisk tid känner man bara till en älg som uppträtt naturligt i Danmark. Den simmade från Sverige till  Hornbæk på Nordsjälland den 14 juli 1999. Den 7 augusti samma år satte Danmarks Naturfredningsforening upp en älgvarningsskylt vid Humlebæk. Skylten hade samma motiv som den svenska älgskylten, men med vit bakgrund. I maj 2000 togs skylten ner efter att älgen dödats av ett tåg.

## Ekologi
Europeisk älg är huvudsakligen aktiv under skymningen samt gryningen och den lever vanligen ensam. Under vintern och sällan under andra årstider kan den bilda mindre flockar. Några populationer utför längre vandringar som kan sträcka sig över 300 km. Arten når i genomsnitt en hastighet av 9,6 km/h. Under flykten går hastigheten ibland upp till 56 km/h. Älgen har dessutom bra simförmåga. Några individer observerades simmande över 20 km med en hastighet upp till 9,5 km/h. Revirets storlek varierar mellan 3,6 och 92 km² och älgkons revir är mindre än tjurens territorium.
Artens föda är huvudsakligen kvistar, barr, blad och unga växtskott från träd och buskar. Enligt en studie från Polen består födan till 87 % av dessa växtdelar och ungefär hälften hämtades från tallen (Pinus sylvestris). Att denna växt dominerar kan bero på utbudet som finns i regionen, amerikanska älgar i Alaska fördrar arter från videsläktet. Dessutom äter älgen olika vattenväxter, örter, bark och odlade växter som grönsaker. En undersökning från Ryssland identifierade 355 olika växtarter i älgens föda.
Europeisk älg är i september och oktober brunstig. Tjurarna försöker följa en hona och ibland uppstår strider mellan olika hanar om rätten att para sig. Dräktigheten varar 216 till 264 dagar och sedan föds oftast en ensam kalv under maj eller juni, sällan föds två eller tre kalvar. Vid födelsen har kalven en vikt mellan 11 och 16 kg. Den börjar efter två till tre veckor med fast föda och diar sin mor upp till fem månader. Kalven lever cirka ett år ihop med modern och den stannar ungefär ett år till i samma revir. Europeiska älgkvigor som hölls i fångenskap hade efter ett år parningsförmåga och älgkvigor som lever i naturen parar sig vanligen efter två år. Tjurar blir likaså efter två år könsmogna men de parar sig sällan före sin fjärde eller femte årsdag på grund av att de inte kan konkurrera med äldre tjurar.
Ungefär hälften av alla ungdjur dödas under sina första levnadsveckor av olika rovdjur som vargar eller björnar. Å andra sidan överlever varje år cirka 95 % av de vuxna älgarna. Vanligen lever en älgko 4 till 12 år och en älgtjur 4 till 8 år. Några vildlevande älgar blir 15 eller mycket sällan 22 år gamla. I fångenskap kan arten leva 27 år. Honor försvarar sin unge genom att slå med sina skarpa klövar mot fienden och hanar skyddar sig själv med hjälp av hornen.
Arten påverkar i större skala naturen som den lever i, bland annat genom att äta eller trampa på växter samt genom sin avföring. Enligt en studie producerar älgarna i Sverige varje år 300 000 ton älgspillning som innehåller cirka 5 600 ton kväve. Den europeiska älgen är därför i många delar av utbredningsområdet en nyckelart.

## Europeisk älg och människor

### Älgjakt
Den europeiska älgen jagas i nästan alla regioner av utbredningsområdet där större populationer förekommer. Jakten sker i rekreationssyfte samt för köttets och jakttroféns skull.

### Sverige
År 1351 förklarade Magnus Eriksson Halle- och Hunneberg för konungspark, och år 1539 utsåg Gustav Vasa bergen till kungens djurgård – ett skafferi av kött till den kungliga hovförvaltningen. När skogsbruk infördes på bergen 1830 var älgen utrotad. Trettioåtta år senare, när älgen återinvandrade, blev den ett så stort hot mot tallplanteringarna att Oskar II år 1885 införde den första kungajakten. Än i våra dagar, varannan höst, står Halle- och Hunneberg värdplats för den kungliga älgjakten. Idag är jakten främst en representationsjakt med prominenta gäster från hela världen. Utställningen på Kungajaktmuseet Älgens Berg på Hunneberg skildrar dessa jakter med unikt material ända från Oscar II till Carl XVI Gustaf.
Älgjakten bedrivs dels för att få kött och för att hålla nere stammen som annars skulle växa sig för stor. En för stor älgstam skulle leda till stora skador på skogar och även en stor mängd trafikolyckor. Speciellt vintertid kan älgen orsaka stora lokala skador på skogar när större grupper av älgar samlas på en liten yta. Från skogsbolagens sida ställs regelbundet krav på ökad avskjutning för att reducera älgbetningen av tallplantor.
Älg får i Sverige vanligtvis jagas mellan den första måndagen i september fram till den 31 januari. Tiden varierar dock mellan län och år. Tillåten jakttid på dygnet är från 1 timme före solens uppgång till och med solens nedgång.

#### Trafikolyckor
Antalet viltolyckor med älg i trafik ökade i Sverige fram till 1980, och låg därefter på cirka 5 000 per år – cirka 8–12 människor dog varje år i olyckorna. Kostnaden för viltolyckor med älg uppgick till omkring 1 miljard årligen enligt Trafikverket.
2005 krävde Skogsvårdsstyrelsen i en utredning en minskning av älgstammen med 30–50 %, bland annat i syfte att få ner antalet viltolyckor. Enligt utredningen åsamkade älgen också skogsbolagen skador på skogen för miljonbelopp årligen, och man menade att den "genom sin betning i hög grad påverkar den biologiska mångfalden. Värdefulla lövträd försvinner" och landskapsbilden förändras genom att "gran ersätter tall på allt fler marker."
Enligt WWF har ett intensivt skogsbruk i Sverige minskat skogens biologiska mångfald och gjort det svårare för älgen att hitta mat, vilket man menar leder till att älgarna i stället äter av den odlade skogen.

#### Trafikskyltar

Den svenska älgskylten.

Vägverket hade under många år problem med stölder av de varningsskyltar som varnar för älg. Många turister stjäl skyltarna och tar med hem. Skyltarna var tillverkade i metall och det var populärt att bygga om dem till små, trebenta bord. 1991 började Vägverket och polisen i Värmland byta ut metallskyltarna mot likadana i plast, vilket ledde till att stölderna minskade omedelbart.

### Status
I delar av Central- och Östeuropa minskade artens bestånd tydligt under 1800- och 1900-talet på grund av det höga jakttrycket i samband med skogsavverkningar. Europeisk älg håller i dessa regioner på att långsamt återta sina ursprungliga utbredningsområden. I områden där arten förekommer talrikt är åtgärder inrättade som ska säkerställa att de skador som älgarna orsakar i skogen och på åkermark förblir acceptabla. Arten listas i appendix III av Bernkonventionen och den lever i flera skyddszoner. IUCN listar europeisk älg som livskraftig på grund av det stora utbredningsområdet och på grund av artens goda anpassningsförmåga till måttligt förändrade habitat.
Ryssland har den största populationen av europeisk älg, med uppskattningsvis 1 miljon älgindivider sommartid, därefter kommer Sverige, skattat till 263 000 älgar 2023. Avskjutningen av den specifika arten är högst i Sverige och Ryssland, med snitt på cirka 73 000 år 2022–2023 respektive 60 000 i Ryssland – där hälften utgörs av tjuvjaktens uppskattade storlek. För siffror gällande båda arterna av älg, se Status och hot i Älg.
Trots att älgstammen i landet minskat från 500 000 på 1980- och 1990-talen till 250 000 till 300 000 på 2020-talet, så är Sverige enligt Skogforsk det älgtätaste landet i världen mätt i älgar per skogsareal när det gäller den specifika arten – följt av Litauen. Därefter följer Lettland, Norge och Estland. Tätheten är lägre i Finland och sist Ryssland – för båda arterna av älg, se Status och hot i Älg.
Avskjutningen per skogsareal för båda arterna var 2023 högst i Sverige och Norge, tätt följda av Lettland, Estland och Litauen samt Finland – året innan var avskjutningen i Litauen mycket mindre.
Samtidigt ökar andelen små och magra älgkalvar bland kalvar födda i Sverige, och enligt Jägarförbundet och WWF minskar älgstammen, mycket på grund av jakt och skogsbruk.

#### Sverige

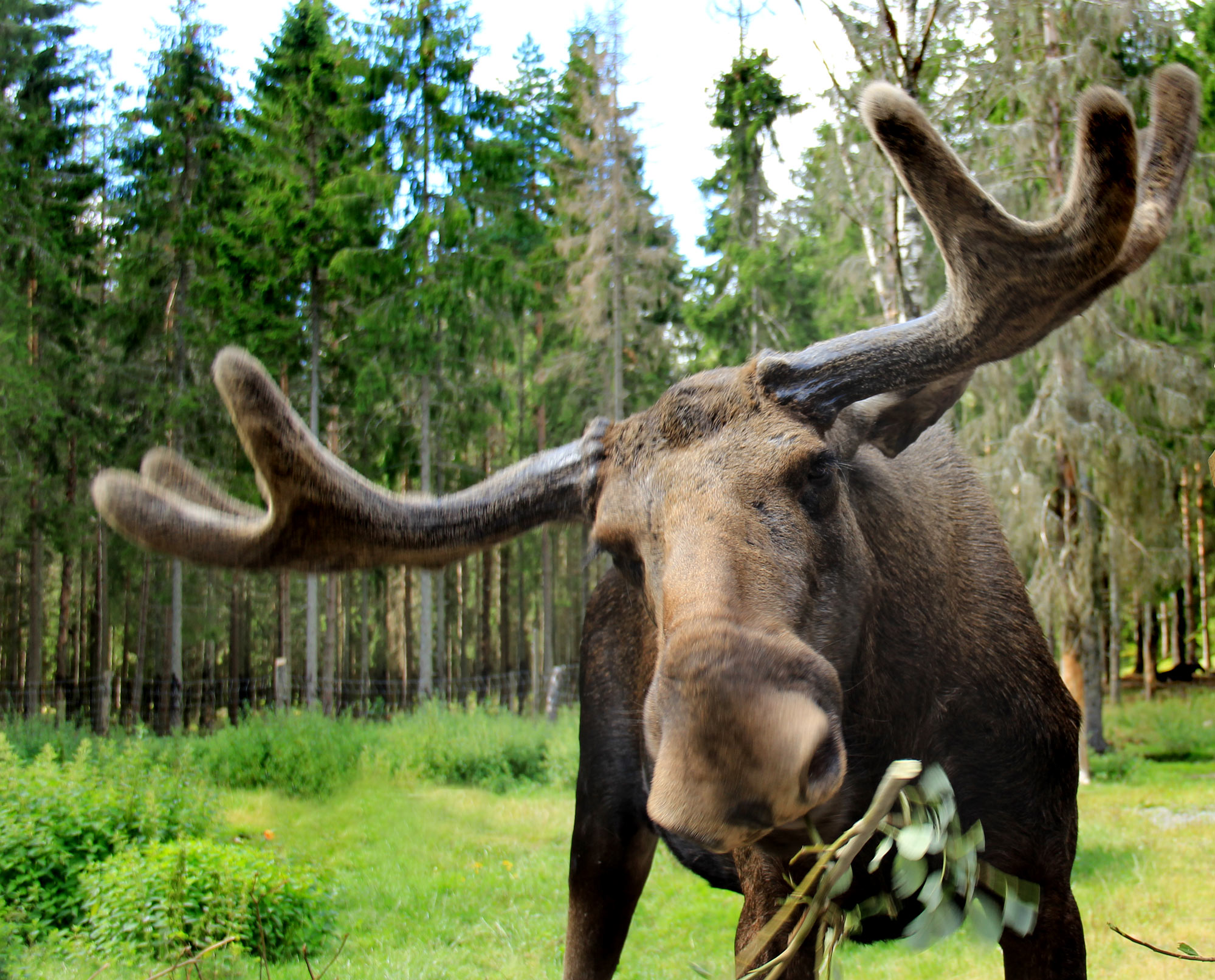
En älgtjur i älgparken i Dals-Ed.

På grund av en omfattande jakt under 1700-talet och början av 1800-talet var älgen i mitten av 1800-talet sällsynt i stora delar av Sverige. Under 1800-talet bidrog faktorer som inskränkningar i jakträttigheterna och vargstammens minskning till att älgstammen ökade. Älgen fick också lättare att hitta föda när skogsbetet upphörde och skogsbruket förändrades i början av 1900-talet.
I slutet av 1900-talet bestod den svenska älgstammen av omkring 500 000 individer. Under 2000-talets första decennium var siffran varje år innan älgjakten omkring 300 000 till 400 000 älgar. Stammen har minskat ytterligare sedan 2010-talet, och 2023 uppskattades antalet individer i landet till 250 000 till 300 000. Enligt Jägarförbundet skjuts varje år fler älgar än årstillväxten av individer, och älgstammen minskar i Sverige.
Från 1950-talet sköts det årligen omkring 20 000 – 30 000 älgar i landet. Man ansåg sedermera att älgstammen hade blivit för stor, och minskade den medvetet genom avskjutning. Under 1970-talet ökade avskjutningen dramatiskt, fram till toppsiffran under 1982–1983 års älgjakt, då nära 175 000 älgar fälldes. Decennierna runt millennieskiftet låg siffrorna på 80 000 till 100 000 skjutna varje år. 2012 infördes ett nytt älgjaktssystem. Därefter låg siffrorna på omkring 80 000 älgar per år, men minskade efter 2020 till 63 000 år 2023.